# Физиологична психология
Физиологичната психология е течение на биологичната психология, още наричана поведенческа невронаука. Тя изучава невронните механизми на възприятието и поведението чрез директна манипулация на мозъка на животински субекти в контролирани експерименти. За разлика от другите течения в биологичната психология, главния фокус на физиологичните психологически изследвания е развиването на теории, които обясняват по-скоро взаимоотношенията между мозък и поведение, отколкото развитието на изследването, което има преходна стойност. Понякога алтернативно се нарича психофизиология, а в последните години и когнитивна невронаука.
Един пример за изследване в областта на физиологическата психология е изследване на ролята на хипокампа в ученето и паметта. Това може да се постигне чрез хирургическо премахване на хипокампа от мозъка на мишка, последвано от оценка на задачи за памет, дадени на същия плъх.
Друг пример за верификация на теоретичните концепции на физиологичната психология е експеримента, наречен префронтална лоботомия. Префронталната лоботомия представлява хирургическа интервенция над мозъка на душевноболен пациент, целяща оперативното премахване на мазолестото тяло (Corpus callosum). Префронталната лоботомия представлява психологически експеримент, който поставя проблема за изясняването на произхода и функционирането на висшите психични функции при душевноболните пациенти в пряка зависимост от физиологичната основа на нервната система.
Префронталната лоботомия – хирургично вмешателство в предния дял на мозъка. През трийсетте бе използвана за кратък период от време с голям успех. Агресивни, неспокойни пациенти се превръщаха в котета – нежни, кротки, физически и емоционално превключваха на по-ниска предавка. Само че този метод бе излязъл от употреба като прекалено краен. И защото беше необратим.